# La Docherie
La Docherie ou Marchienne-Docherie (en wallon El Dochriye) est un quartier de Marchienne-au-Pont, une des quinze sections de la ville de Charleroi, située en Belgique.

## Étymologie
L'origine du nom Docherie reste floue mais plusieurs hypothèses ont été avancées. Une première est que le nom viendrait du latin « Docere » qui signifie instruire et qui serait lié au fait d'un ermite savant aurait habité dans le bois local. Une autre hypothèse serait que « Docherie » viendrait du vieux français « Dochard » qui voudrait dire « porteur de bois ».

## Géographie
La Docherie se situe sur le flanc de la colline qui est séparée par le quartier de Gohyssart. Les communes limitrophes sont : Dampremy, Monceau-sur-Sambre, Roux, Jumet, Lodelinsart et Marchienne-Centre.
Le point culminant se situe dans la partie supérieure du cimetière, à 185 mètres au-dessus du niveau de la mer, ce qui en fait un des endroits les plus hauts de la province du Hainaut et qui, de là, offre un panorama inégalé dans la direction de Goutroux et de Mont-sur-Marchienne.

### Lieux-dits
- Le Fond Beghin, également appelé Pont Beghin, il tire son nom de la propriété voisine appartenant à l'ancienne famille Beghin, qui fut ensuite occupée par la famille Rouard. Avant la construction du canal de Charleroi, le pont qui enjambe le canal et le Piéton portait ce nom[Note 1], le Pont aux Scouffes, il était construit en bois[4].
- Le Pélon, lieu-dit qui se situe à la rue de Jumet près de la petite église une rue porte son nom.
- Bayemont, nom de la colline à cheval sur Jumet. Le nom viendrait de « noir mont », « bail » ou « baye »signifie en ancien français, un endroit clôturé d'une barrière[3] et autrefois la colline était clôturée de barrières[5].
- Bierrau, lieu-dit qui se trouve près du canal Charleroi-Bruxelles en bas de la rue de Jumet, une gare se trouvai dans ce lieu-dit.
- Les Bailles, anciennes parcelles agricoles situées entre les rues Jaumet, du Chemin de Fer et le Piéton[6].
- Fond Bernard, les prairies se trouvent entre le sentier de La Docherie, la rue Léon Dubois, Jumet et le Canal[6].

### Les cités
- La cité ouvrière. Construite en 1925 par les Habitations marchiennoises, la cité regroupant les rues Jean Jaurès[Note 2] Victor Hachez se démarque par l'originalité du style des maisons. Bien que de nombreux locataires aient fini par devenir propriétaires de leur logement, peu de modifications ont été effectuées, du moins à l'extérieur. Par exemple, la rue Jaurès présente plusieurs de ces maisons qui conservent encore leur apparence d'origine[7].
- La cité Hachez.
- La cité des Cerisiers.
- Cité Peetermans.
- La cité de Bayemont, des logements pour les familles d'ouvriers construits par la Société Bayemont-Docherie[6].
- La cité de l'Égalité, appelée en hommage aux révolutionnaires français[8] la cité a été construite en 1980[9].
- La cité des Acacias.

### Hydrographie

#### Le Piéton
Le Piéton est un affluent de la Sambre, prenant sa source au fond de Marchienne-Docherie pour rejoindre Dampremy, longeant ainsi la partie ouest de l'abrupt. Le Piéton a été dévié pour l'élargissement du canal Charleroi-Bruxelles en 1950.

#### Saiwe des Bailles
Ruisseau désormais asséché qui serpentait autrefois dans les prairies des Bailles, en contrebas de la rue de Jumet.

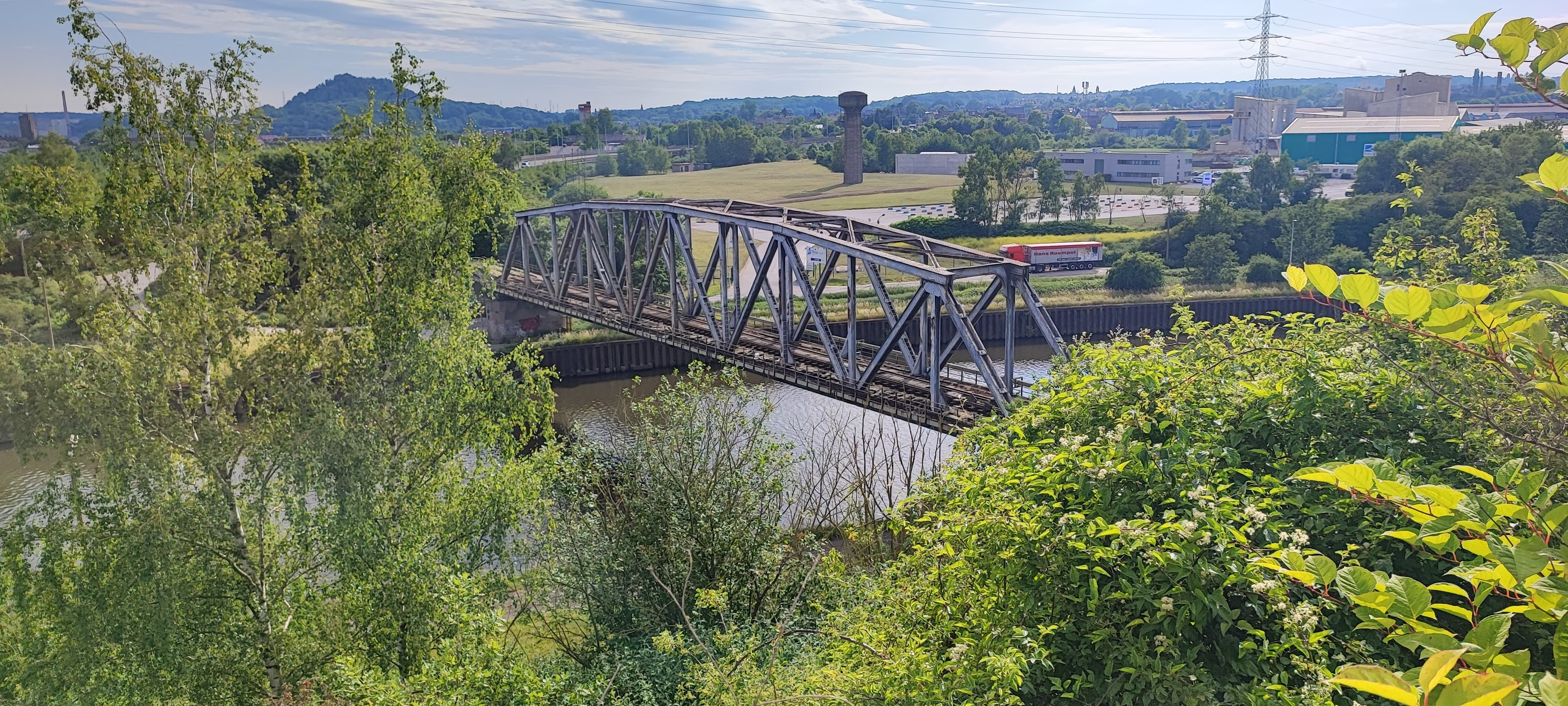
Le canal Charleroi-Bruxelles.
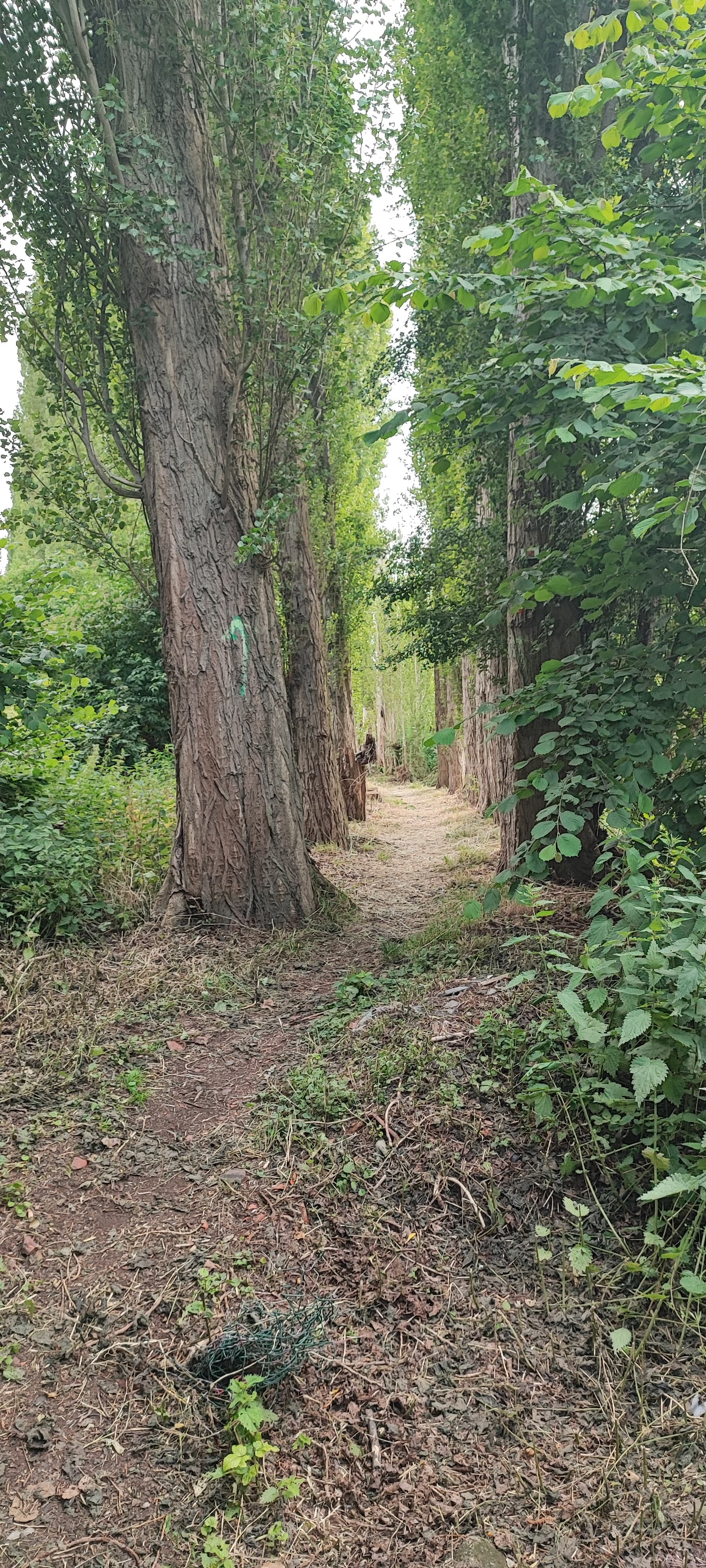
Un sentier près du terril Saint-Théodore ouest.
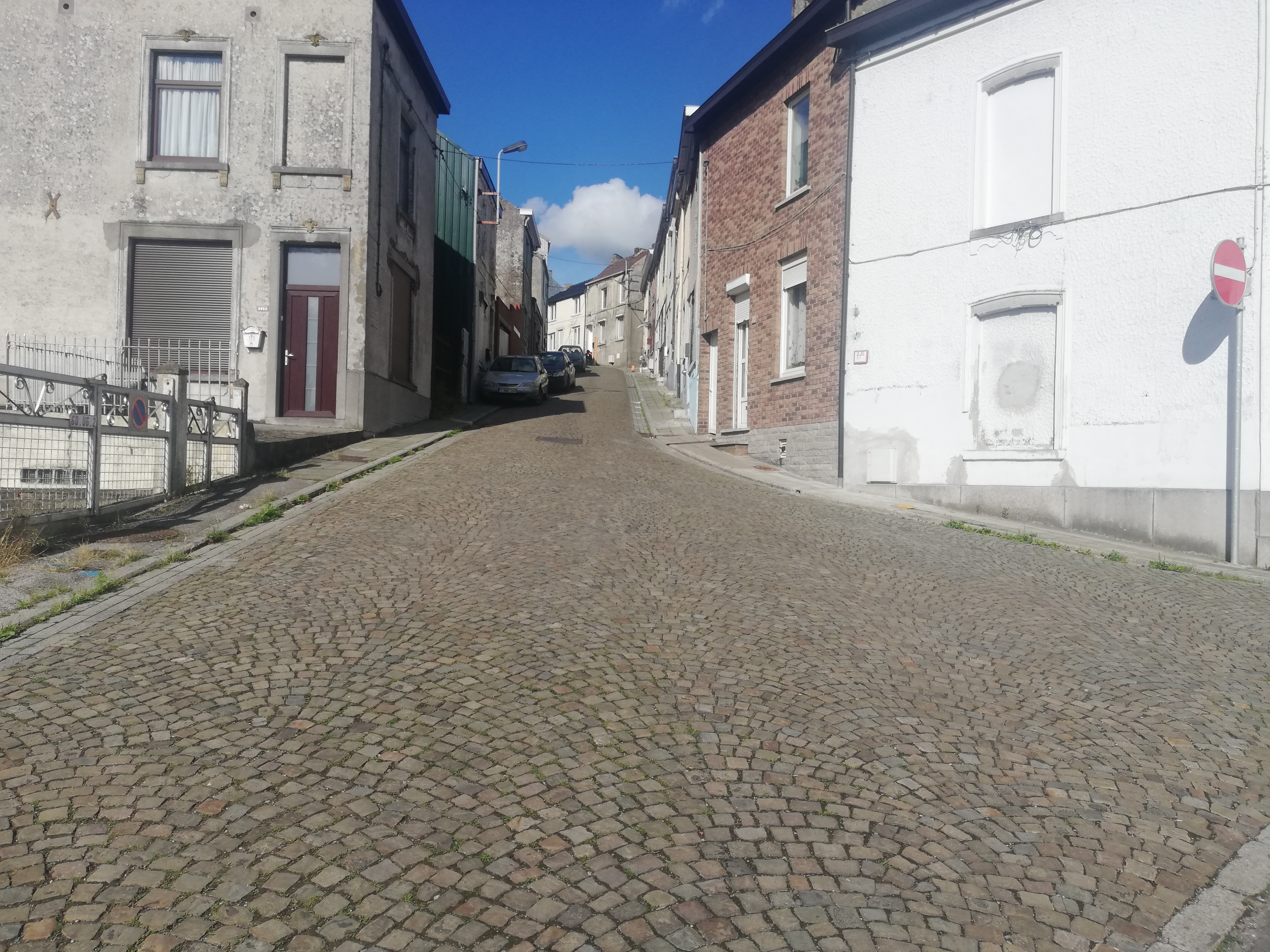
La rue Castermont.

## Histoire
À l'époque carolingienne, les bois de La Docherie et de Jumet étaient des territoires de chasse intégrés au domaine royal de Marchienne-au-Pont. Du haut Moyen Âge jusqu'au XVIIIe siècle, la colline de La Docherie faisait partie de la seigneurie de Marchienne.
C'est en 1840 que La Docherie prend véritablement vie en devenant un hameau peuplé et dynamique. À cette époque, le canal Charleroi-Bruxelles y passe déjà. On pourrait même dire le canal Marchiennes-Bruxelles, car son terminus se situait au « Fond Beghin ». Ce canal, inauguré en 1832, marque aussi l'année où la construction du pont Beghin est décidée, ouvrant ainsi la route vers Gosselies. Ce pont donnera, par extension, son nom à tout un quartier’.

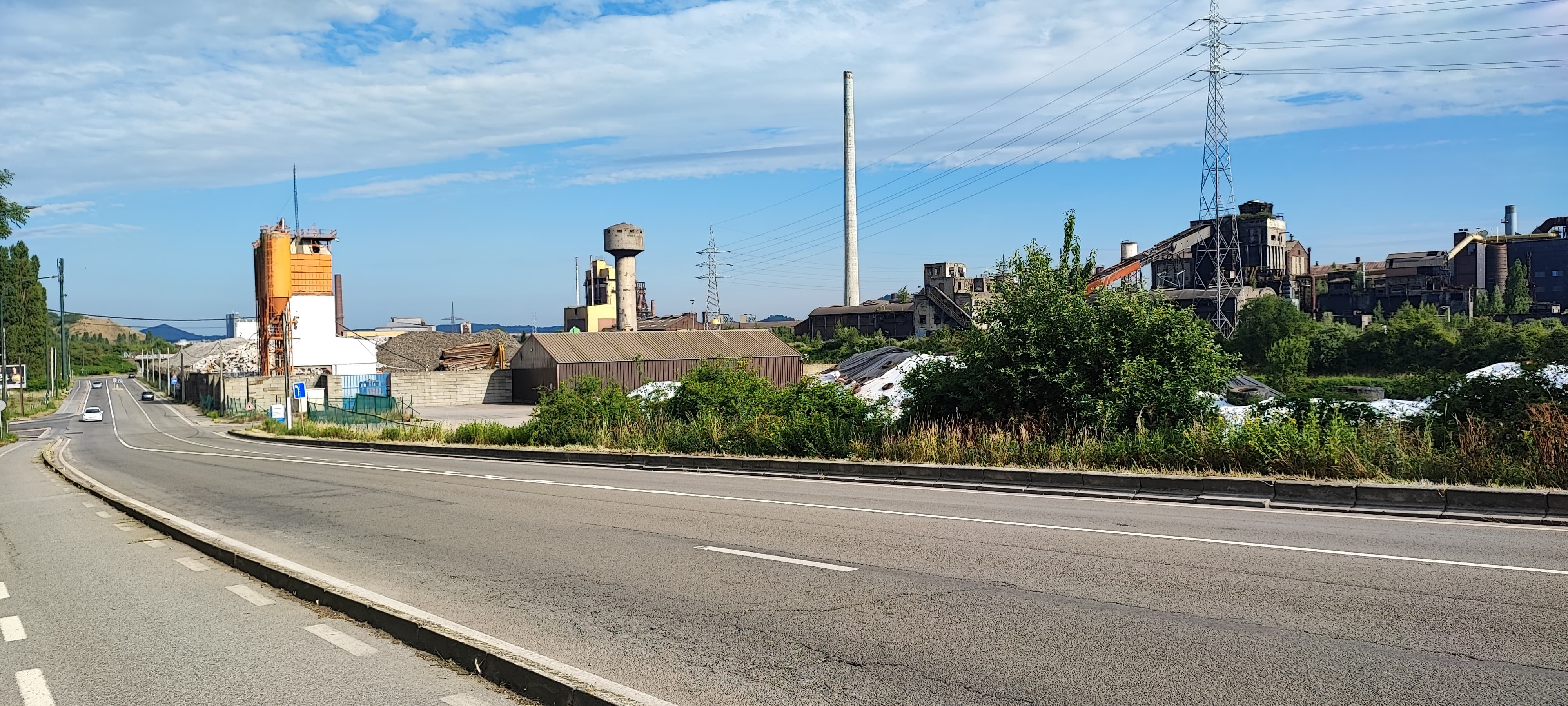
La route du Port, qui relie Charleroi à Monceau-sur-Sambre et les anciennes usines de la Providence.

Depuis bien longtemps, le charbon a été découvert dans le bois Dochard. Il est extrait de manière artisanale dans des « cayats », petits puits rudimentaires où l'on descend dans une sorte de grand chaudron suspendu à un treuil. Lorsque les verreries, pour chauffer leurs vastes bassins, ou la métallurgie, pour produire du coke, deviendront de grands consommateurs de houille, certains cayats se transformeront en puits de plus en plus profonds.
L'indépendance de la Belgique en 1830 marque le début d'un développement industriel généralisé, particulièrement en Wallonie. Dans la région de Charleroi, cela contribue à la richesse et à la renommée du Pays noir. La Docherie n'échappe pas à ce phénomène. Rapidement, des puits s'ouvrent sur son territoire, produisant de plus en plus de cette précieuse houille. Le creusement de puits de charbonnage et l'exploitation industrielle du sous-sol entraînent rapidement un besoin de routes pour transporter tout ce que consomme et produit le charbonnage, ainsi que de logements pour les ouvriers. En 1840, le bois est défriché, des chemins et des rues sont tracés, et des maisons sont construites. C'est le début de l'explosion géographique et démographique de La Docherie.
En 1853, la population compte 721 habitants (3167 pour l'ensemble de Marchiennes). C'est également cette année-là que, pour la première fois, deux conseillers communaux sont élus parmi les éligibles Dochards. En 1893, soit seulement quarante ans plus tard, plus de 6000 habitants sont recensés.
Au puits Sainte-Suzanne, le grisou a causé 10 morts en 1846, 3 en 1849, et un coup d'eau en 1854. Le 22 janvier 1854, une autre explosion de grisou empêche 25 mineurs de remonter du puits. Au puits Saint-Henri en 1858, 3 ouvriers perdent la vie suite à la rupture d'un câble.
Le 22 août 1914, les soldats allemands arrivèrent et affrontèrent les soldats français en contrebas de l'orphelinat. Les Français battirent en retraite et furent poursuivis au-delà du canal, en direction de Monceau. Le 4 novembre, des avions allemands survolèrent la zone et larguèrent des bombes dans les environs de la rue du Cimetière (actuellement rue du Curé Robert). Il y a eu de nombreux dégâts aux bâtiments, mais les sœurs et les riverains n'ont pas été touchés.
Le 10 mai 1940, dans leur avancée rapide, des soldats allemands venant de Jumet ont poursuivi, dans La Docherie, des Saphis français, avec toute l'horreur des combats de rue. Un obus allemand a explosé une maison dans la rue Destrée, causant la mort d'une personne et blessant plusieurs autres.
L'émergence de nouvelles sources d'énergie et les défis liés à l'extraction de la houille ont marqué le déclin, puis la fermeture des charbonnages : Saint-Charles dans les années 1950, Naye-à-Bois en 1959, Belle-Vue en 1960 et Saint-Théodore en 1962.

## Patrimoine

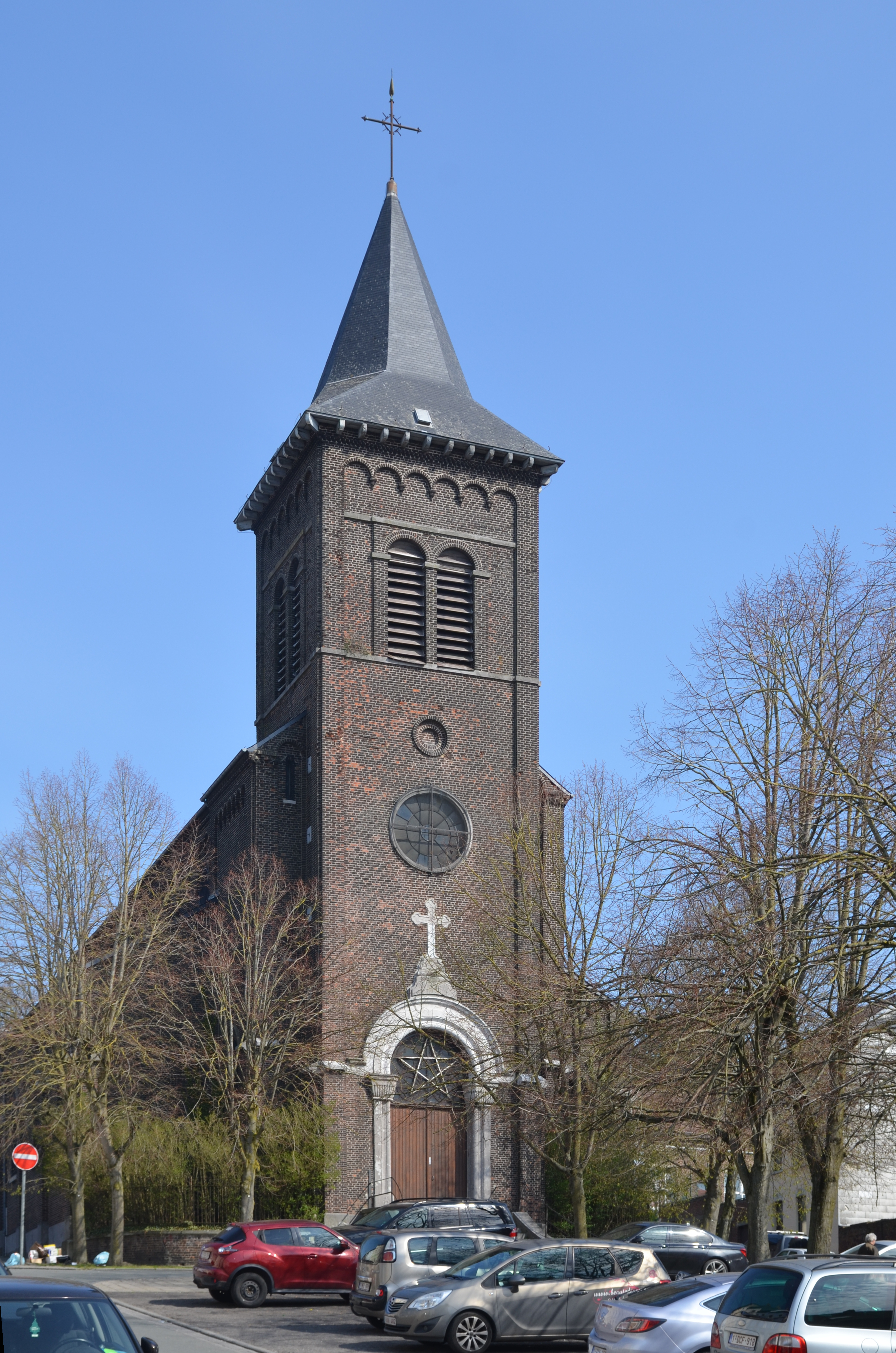
L'église Saint-Pierre (1868, 1893 pour le clocher)^{,}^{,}.

### Religieux

#### Églises

##### Église Saint-Pierre
Construite en 1868, elle est dédiée à Saint-Pierre en hommage à Pierre Parent, qui a financé sa construction. Lors de son inauguration, le premier titulaire canonique, Victor Van Achter, occupe ce poste jusqu’en 1878. À cette époque, l’église n’a ni tour, ni clocher, ni cloches. Une dizaine d’années après sa construction, des fissures apparaissent sur les murs, entraînant un procès contre les Sociétés d'Amercoeur et de Bayemont en 1881. Ce procès s’éternise pendant onze ans, jusqu’en 1892. Entre-temps, la paroisse est élevée au statut de vicariat en 1889. C’est le vicaire Marcquebreucq qui entendra le tribunal de Charleroi condamner les Charbonnages à financer les réparations en 1892. Enfin, en 1893, la tour et le clocher sont ajoutés, avec trois cloches portant les noms de leurs marraines (donatrices) et leur tonalité musicale : Charlotte (MI bémol), Marie-Barbe (FA) et Augustine (SOL).

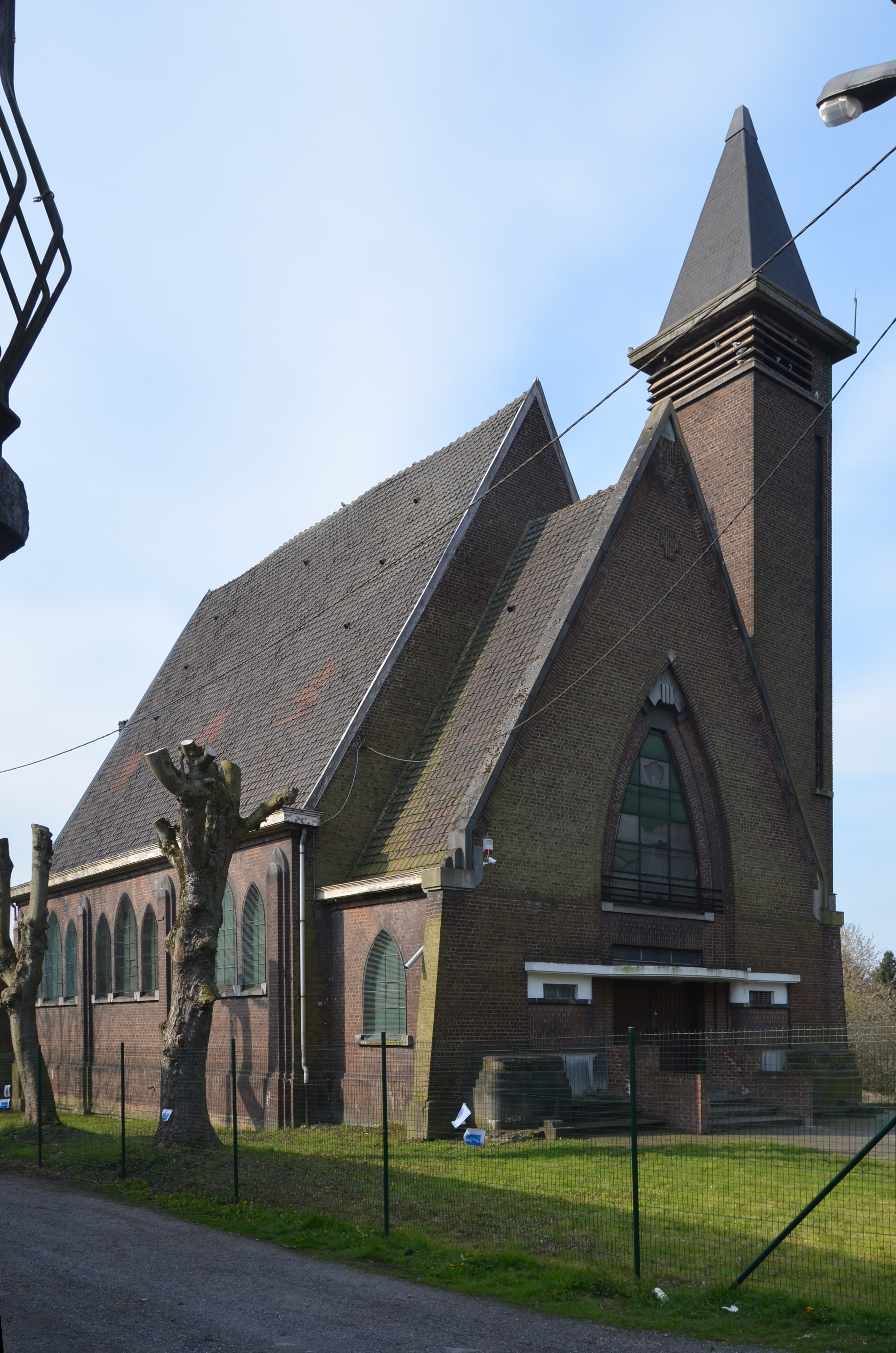
Chapelle Notre-Dame-des-Sept-Douleurs (1936). Aujourd'hui église orthodoxe.

##### La «petite église»
La chapelle Notre-Dame-des-Sept-Douleurs, située rue Emile Gantois, la seconde église de La Docherie a été consacrée le dimanche 9 novembre 1936. Les reliques des saints martyrs Maxime et Félicien se trouvaient dans l'ancien autel en pierre. Aujourd'hui c'est devenu une église orthodoxe.

#### Ancien couvent des Ursulines
Rue du Curé Robert (ex-rue du Cimetière).

### Orphelinat
L'orphelinat Saint-Joseph, rue Favette, était géré, depuis sa fondation, par une communauté religieuse. L'établissement se laïcisa en 1965 et devint la « Maison Saint-Joseph ». Son rôle social a quelque peu évolué, toutefois, ce sont toujours des jeunes mineurs d'âge déshérités qui y sont logés. L'orphelinat est une des plus anciennes constructions publiques de La Docherie.

### Monuments
- Le monument des déportes érigé en 1934[27] en mémoire des déportés de 1916[28], rue du Jeu de balle.
- Le monument aux « Mamans ». Qui se trouve près de l'école de La Docherie.

## Galerie

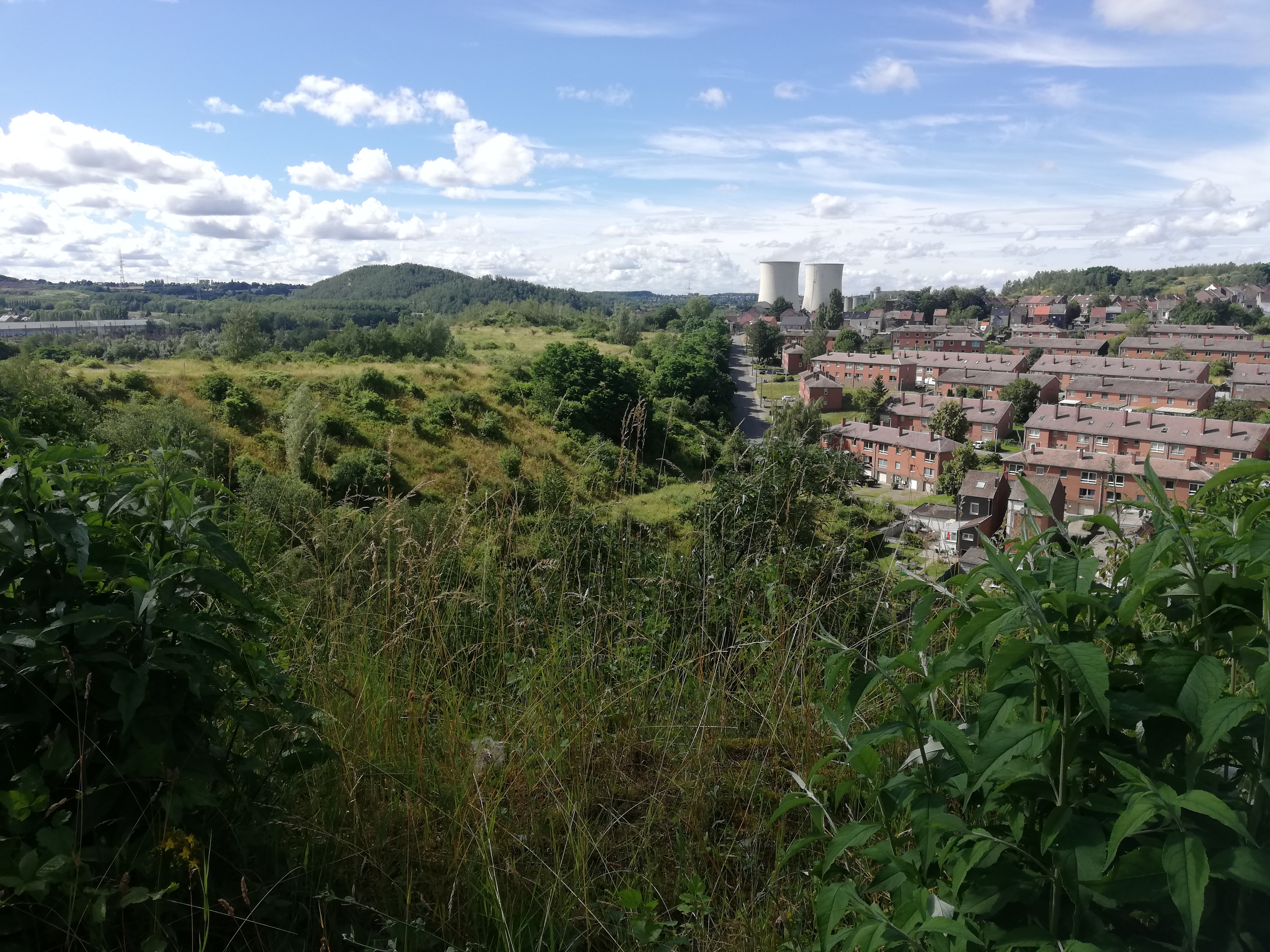
Vue panoramique et les deux tours de refroidissement de la centrale électrique d'Amercœur.
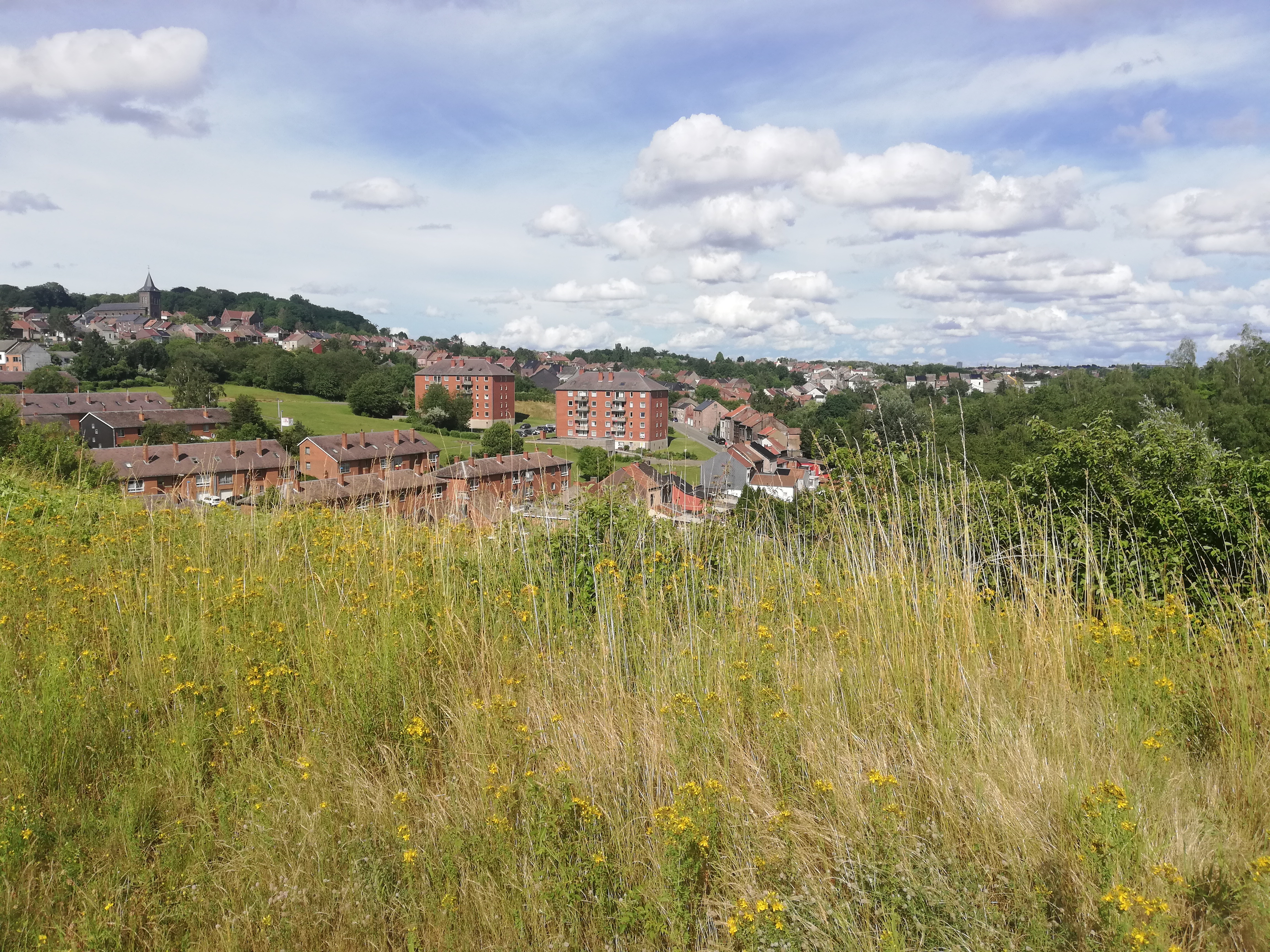
Panorama de la cité de l'Égalité.
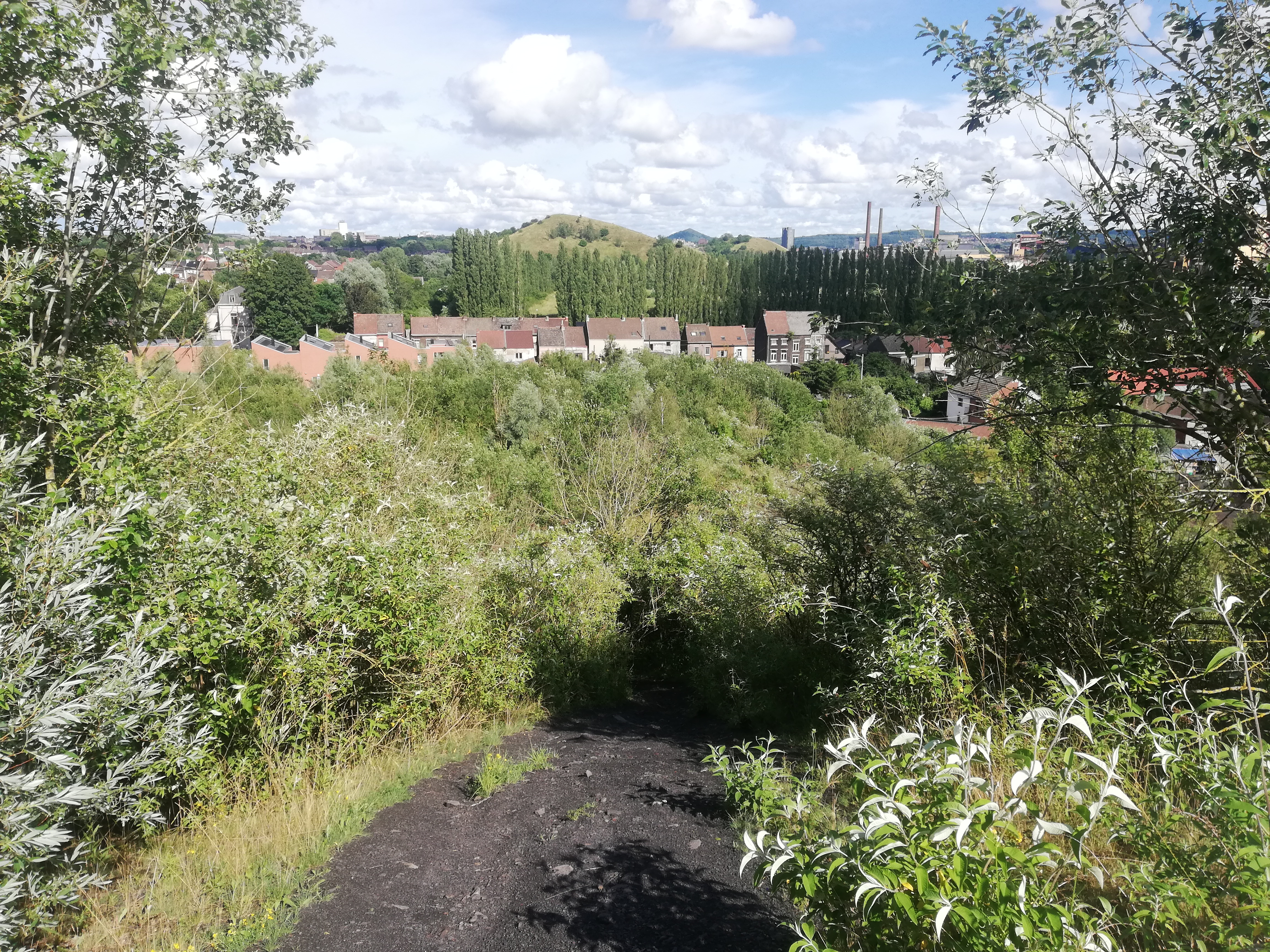
Vue vers le terril Saint-Théodore Est.
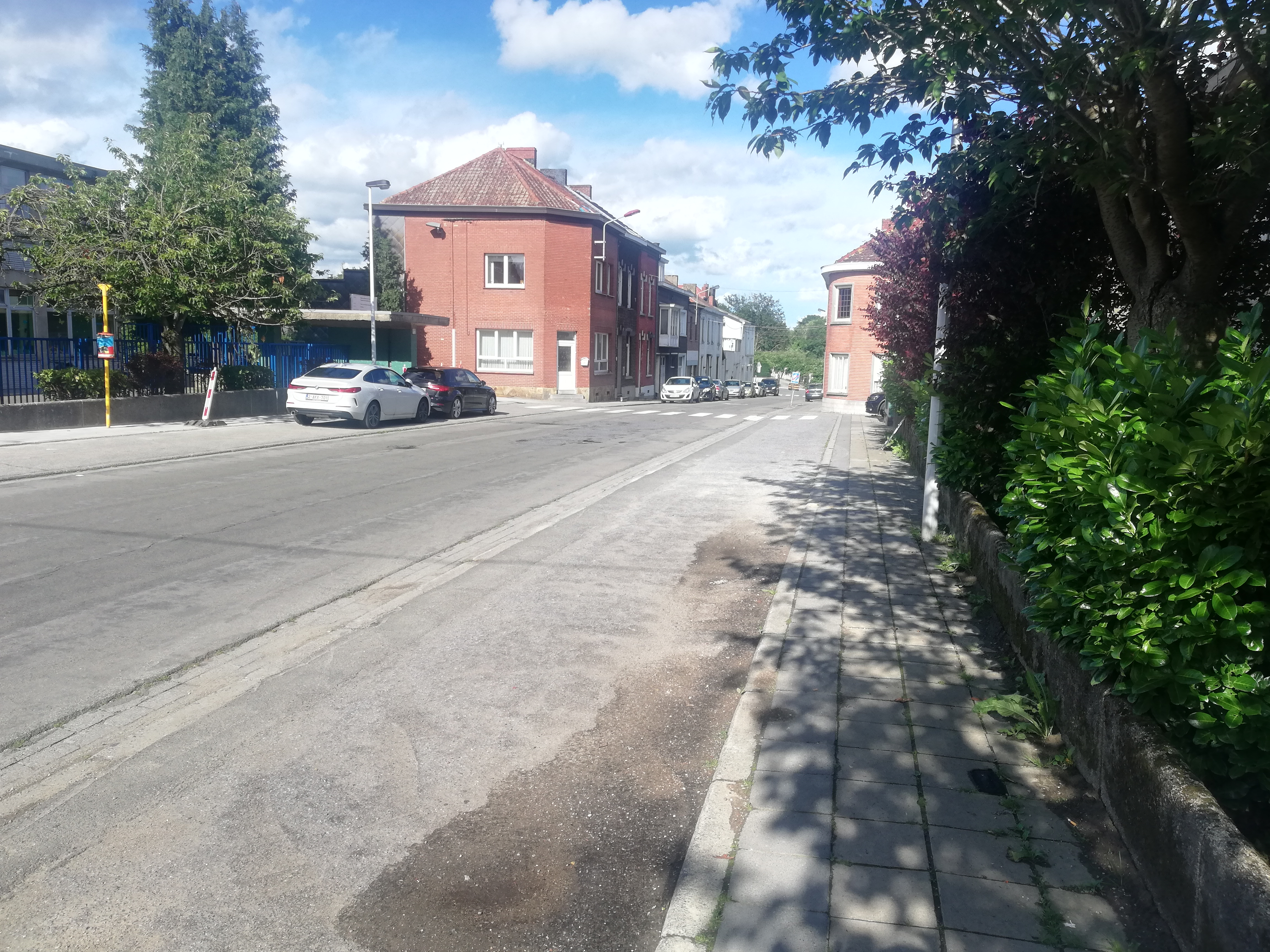
Rue des Dochards.
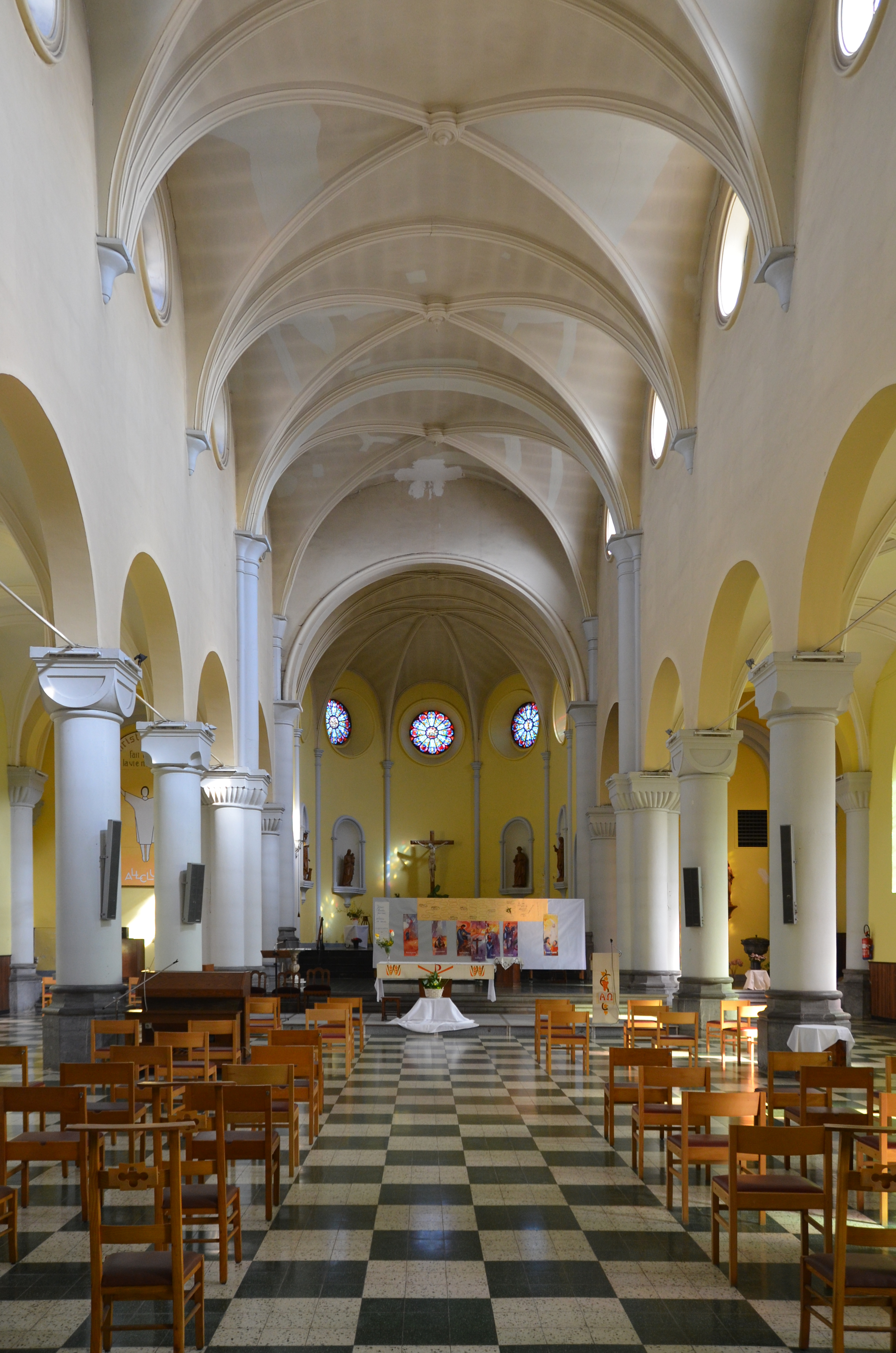
L'intérieur de l'église Saint-Pierre.
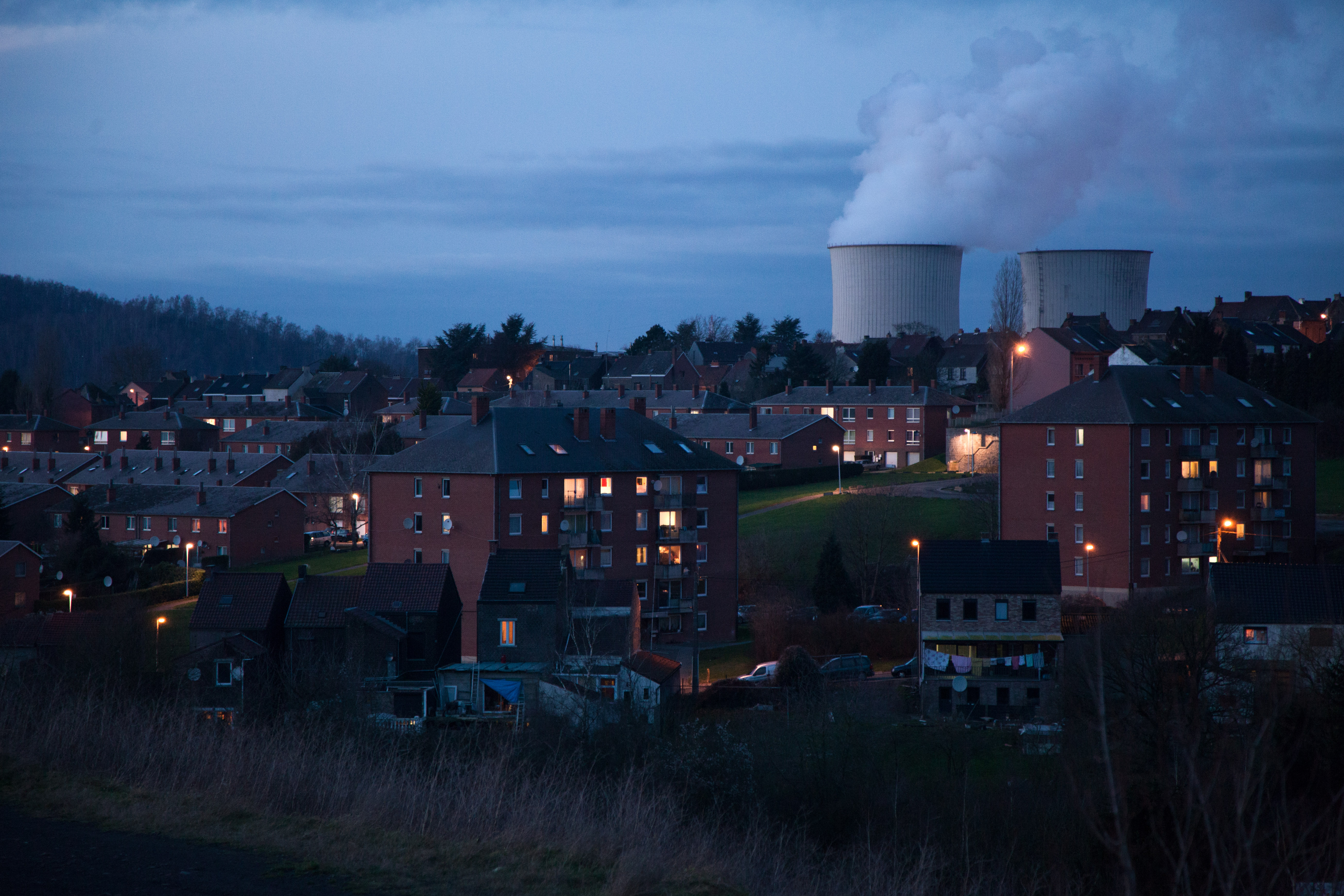
Vue de nuit avec les tours de refroidissement.
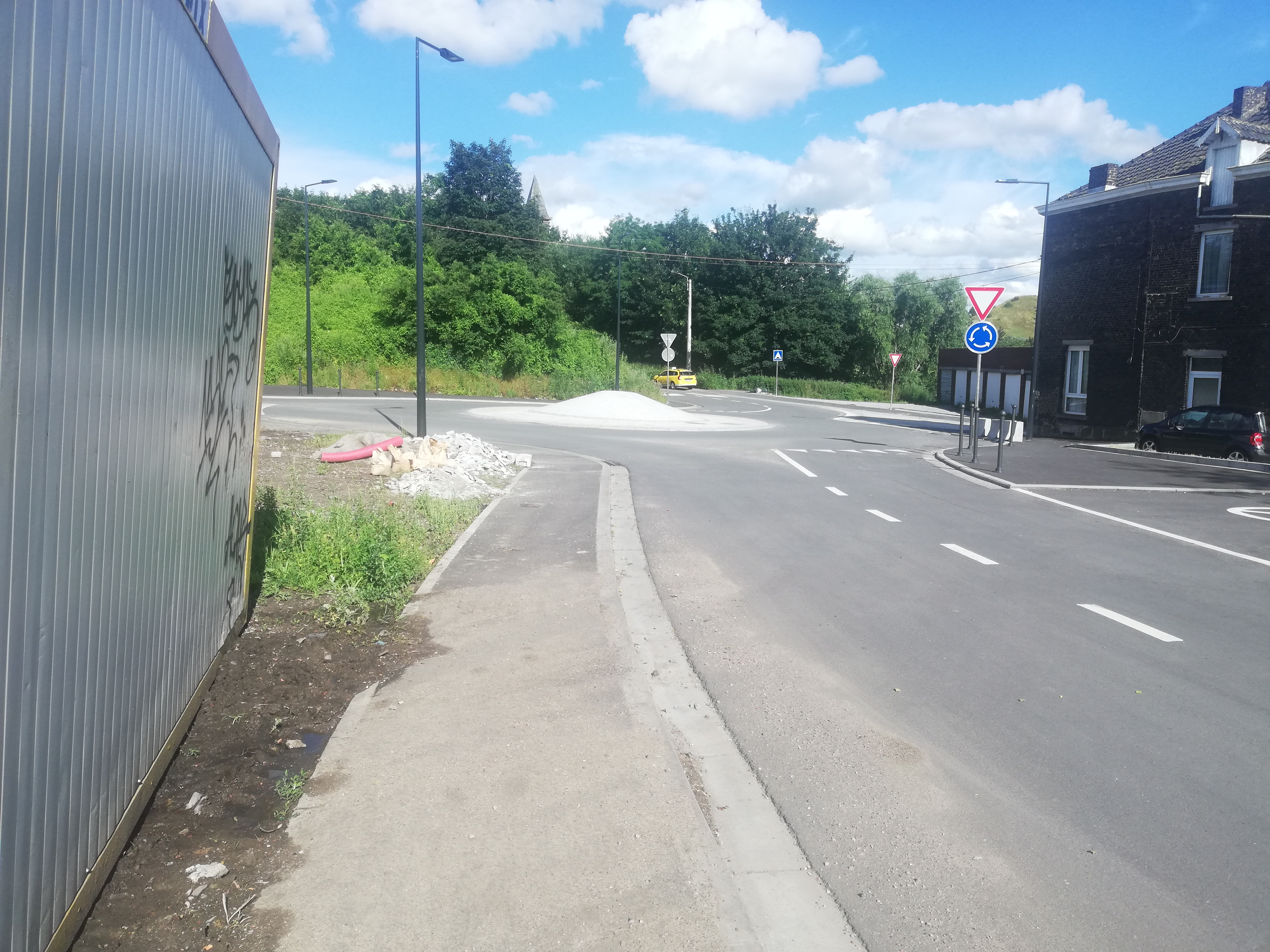
Le nouveau rond-point.
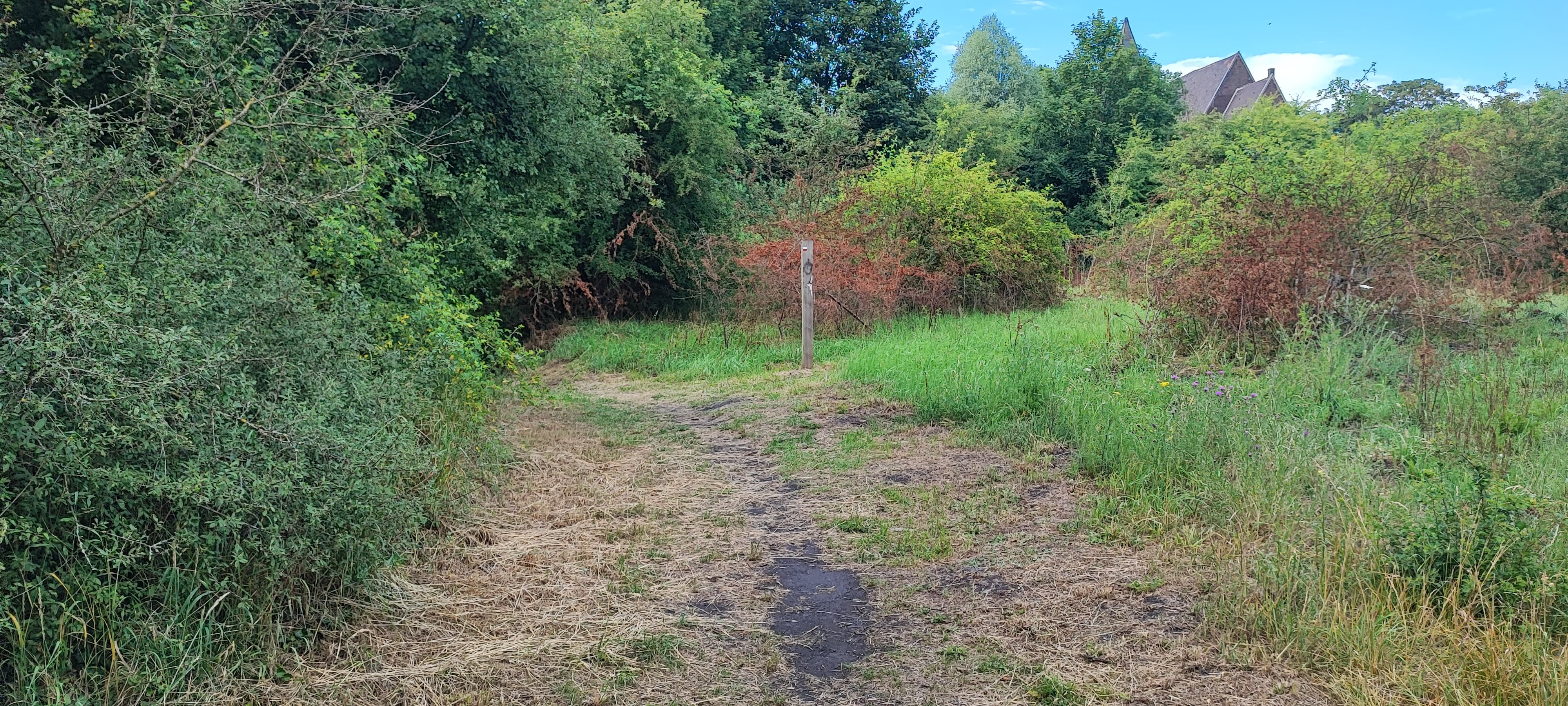
Chemin en bas de la petite église (en haut à droite).

## Enseignement
En octobre 1795, la Convention Républicaine adopta un décret instaurant des écoles primaires dans les municipalités. Cependant, comme de nombreux hameaux ruraux, La Docherie ne fut pas concernée par cette loi. Ce n’est qu’en 1850 que la société houillère de Bayemont ouvrit une école primaire mixte, avec M. Virlet comme unique instituteur. Située près du charbonnage Saint-Charles, elle devint plus tard l’école Saint-Louis, rue Dubois. L'année suivante, le Conseil Communal de Marchienne prit en charge cette classe en la subventionnant.
École Libre de La Docherie : 
- École fondamentale Saint-Pierre[30], rue du Curé Robert. Construite en 1903[30].
- École fondamentale Saint-Louis[31], rue Léon Dubois. Construite en 1925[32].

Écoles communales :
- École communale Victor Hachez[Note 5], rue Victor Hachez.
- École communale La Docherie[Note 5], rue des Dochards. Construite en 1973[33], et remplacent les bâtiments de 1875[34].

## Lieux publics

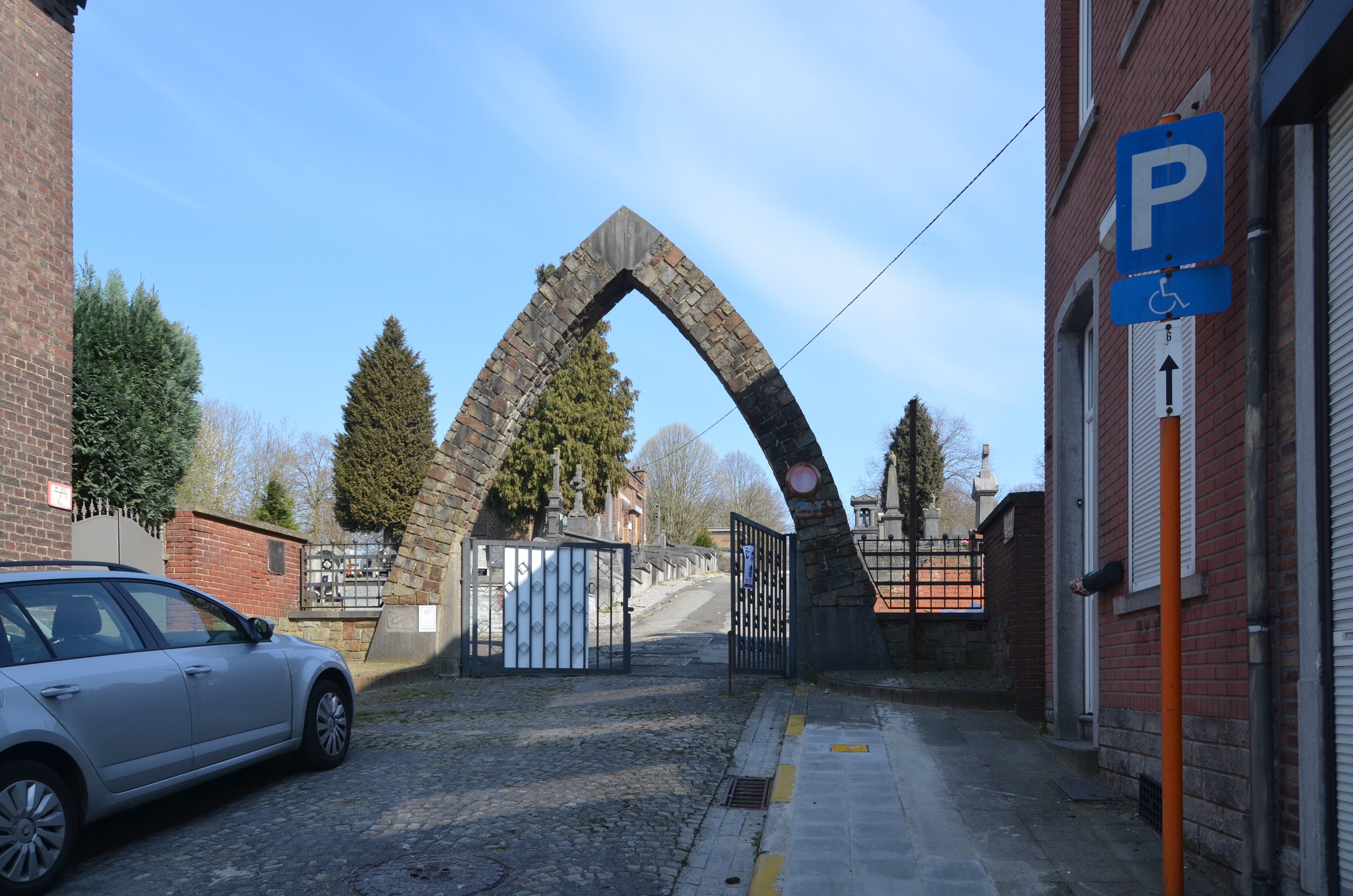
Cimetière de Marchienne-Docherie, l'entrée principale.

### Cimetière
Le cimetière fut créé entre 1872 et 1873 et fut agrandi au début XXe siècle et en 1997.

### Parc
Il y a un parc à la rue de Jumet.

## Économie

### Exploitations minières
Le 22 mai 1750, une société appelée « Bois de Bayemont » fut fondée. Elle renouvela ses titres de possession aux dates suivantes, en fonction des changements de gouvernements : le 16 octobre 1782, le 14 mars 1820 et le 18 octobre 1827. À cette dernière date, une deuxième concession, située sous le hameau même, fut intégrée à la société. Une troisième concession existait déjà en 1756 sous le nom de « Chauw-à-Roc », qui comprenait plusieurs cayats, dont l’un était creusé dans le parc de l’actuelle Résidence Saint-Vincent. En 1834, les frères Auguste et Henri Goffart arrivèrent dans le Pays Noir, attirés par les opportunités créées depuis l’inauguration du canal Charleroi-Bruxelles (le 25 septembre 1832). Ils fondèrent les établissements métallurgiques de Monceau et, pour les approvisionner, achetèrent les concessions houillères du Bois de Bayemont. En 1851, la société des Hauts-Fourneaux de Monceau et celle de Bayemont Docherie fusionneront pour ne former qu'une seule entité.

#### Charbonnages disparus
- Puits Saint-Charles[36] rue Léon Dubois[37]’[Note 6], il sera encore en activité jusqu'en 1950[38].
- Puits Saint-Théodore[36]’[Note 7], celui-ci était situé à cheval sur Dampremy et restera encore en activité jusqu'au début des années 1970[38]il était mentionné en 1750[39].
- Puits Saint-Auguste[36]’[Note 8], rue de Jumet[37], il sera laissé à l'abandon pour être utilisé dans la descente des bois d'étançonnage du charbonnage de « La Blanchisserie », situé à Dampremy[39].
- Puits Saint-Henri[36]’[Note 9], rue Vandermeulen[37],[Note 10].
- Puits Sainte-Suzanne[36]’[Note 11], au bas de la rue de Finlande, il sera abandonné en 1867 en raison d’un manque d’aération et servira ensuite d’exhaure, recueillant les eaux des autres puits[37].
- Puits Sainte-Marie[39],[Note 10].
- Puits Sainte-Cécile[36],[39],[Note 10].
- Puits Saint-Gustave[36],[39],[Note 10].
- Puits Saint-Louis[39],[Note 10].

### Transports en commun

#### Bus
Le quartier est desservi par les lignes TEC, 85, 86, 172 et Midi-Docherie,.

## Loisirs et tourisme vert

### Terrils
- Terril Saint-Théodore Ouest ou du Bierrau[44]’[Note 13].
- Terril Bayemont-Saint-Charles[Note 14].
- Terril Naye-à-Bois[Note 15] aussi appelé « terril des Couloutes[Note 16] »

Terril Bayemont-Saint-Charles
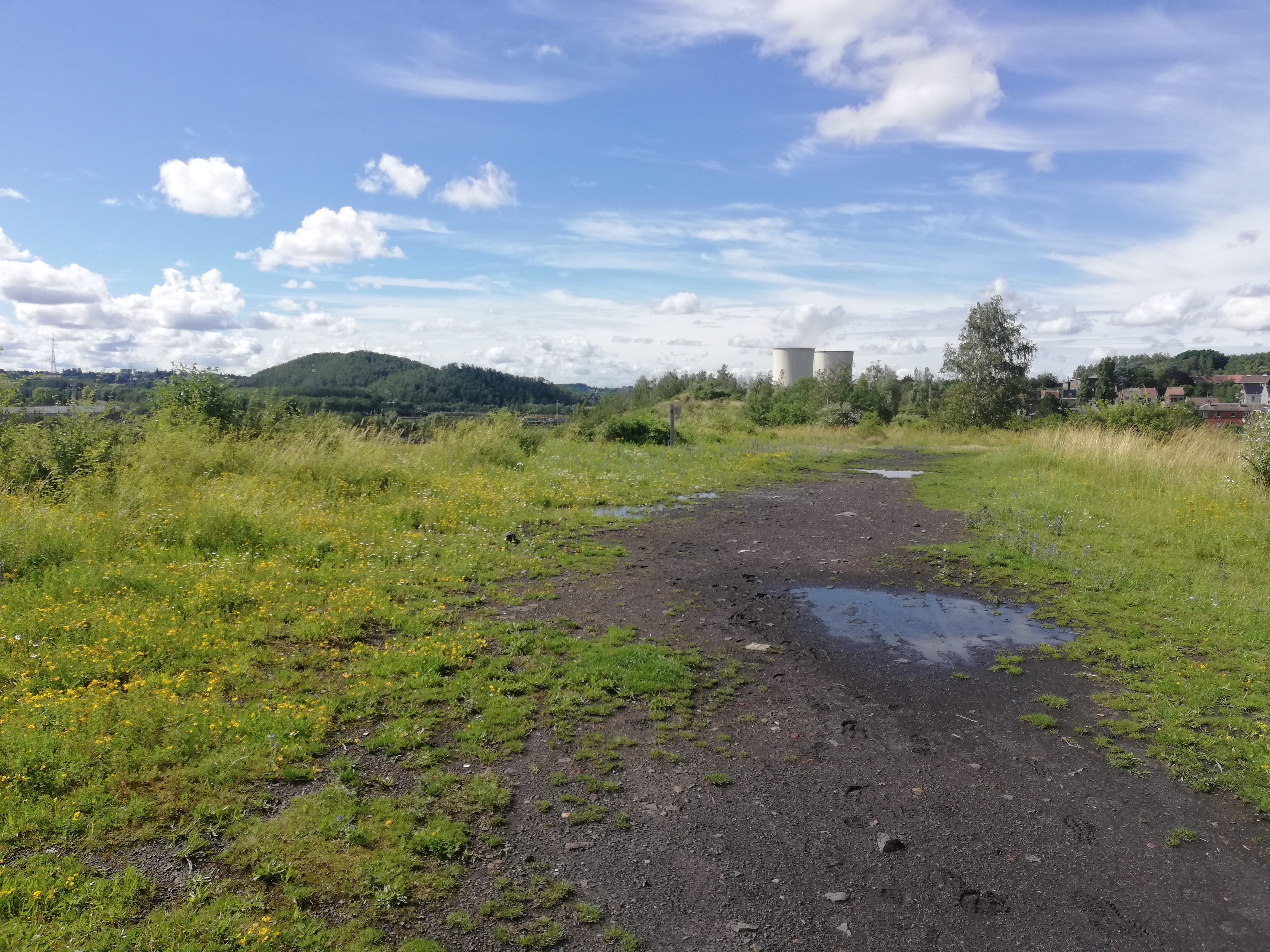
Vue du terril.
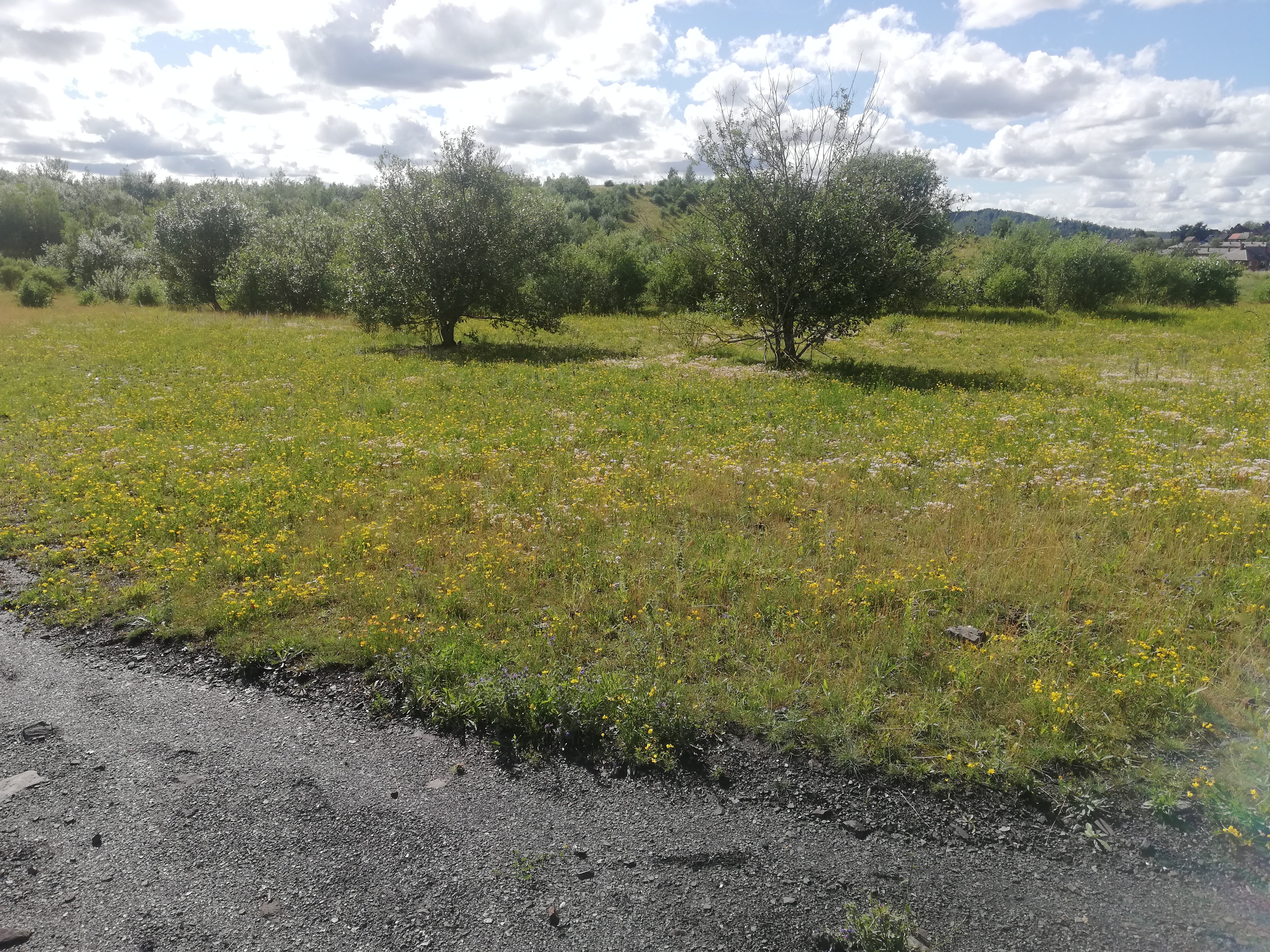
Paysage du terril.
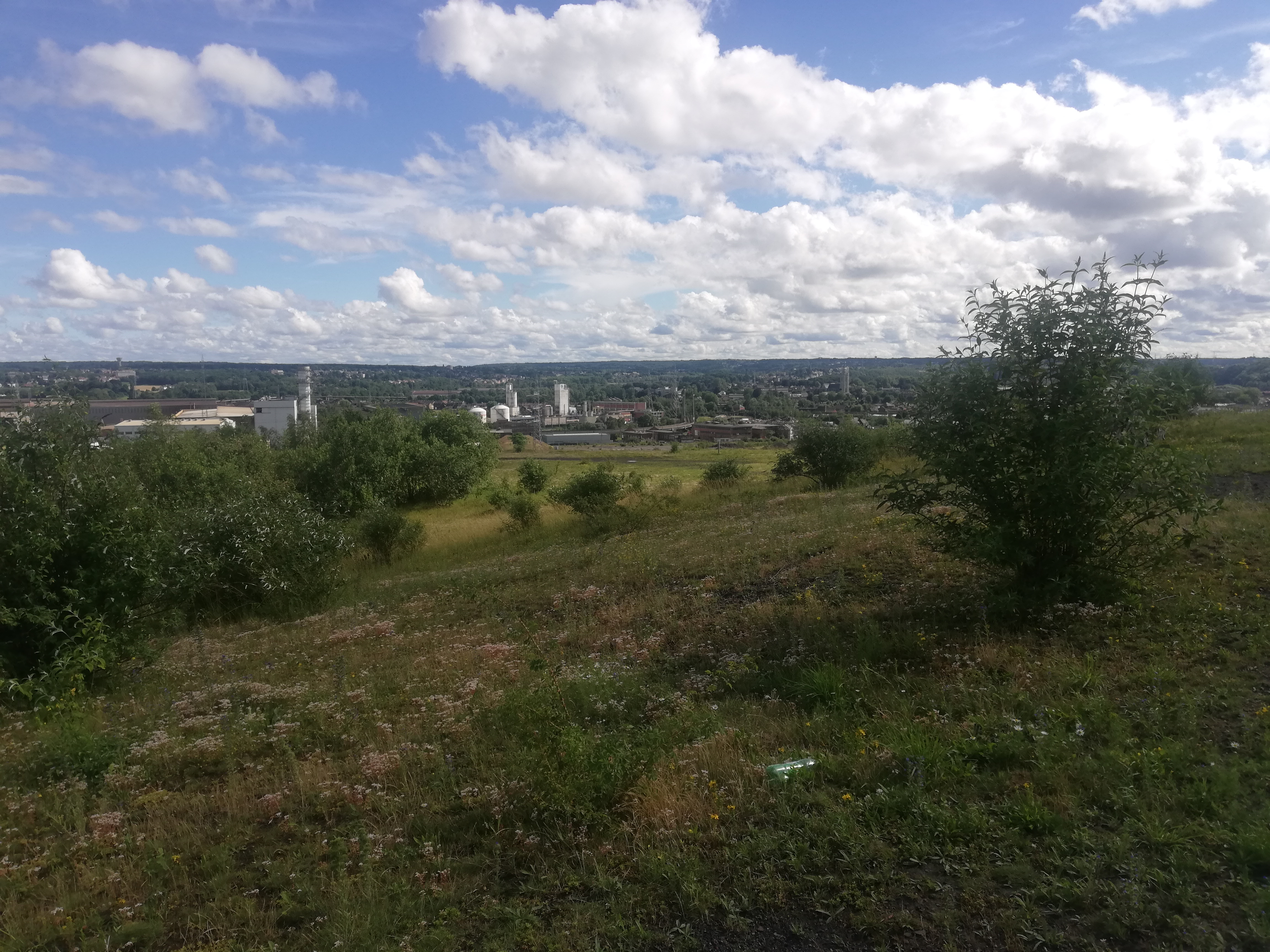
Vue vers Marchienne-au-Pont.
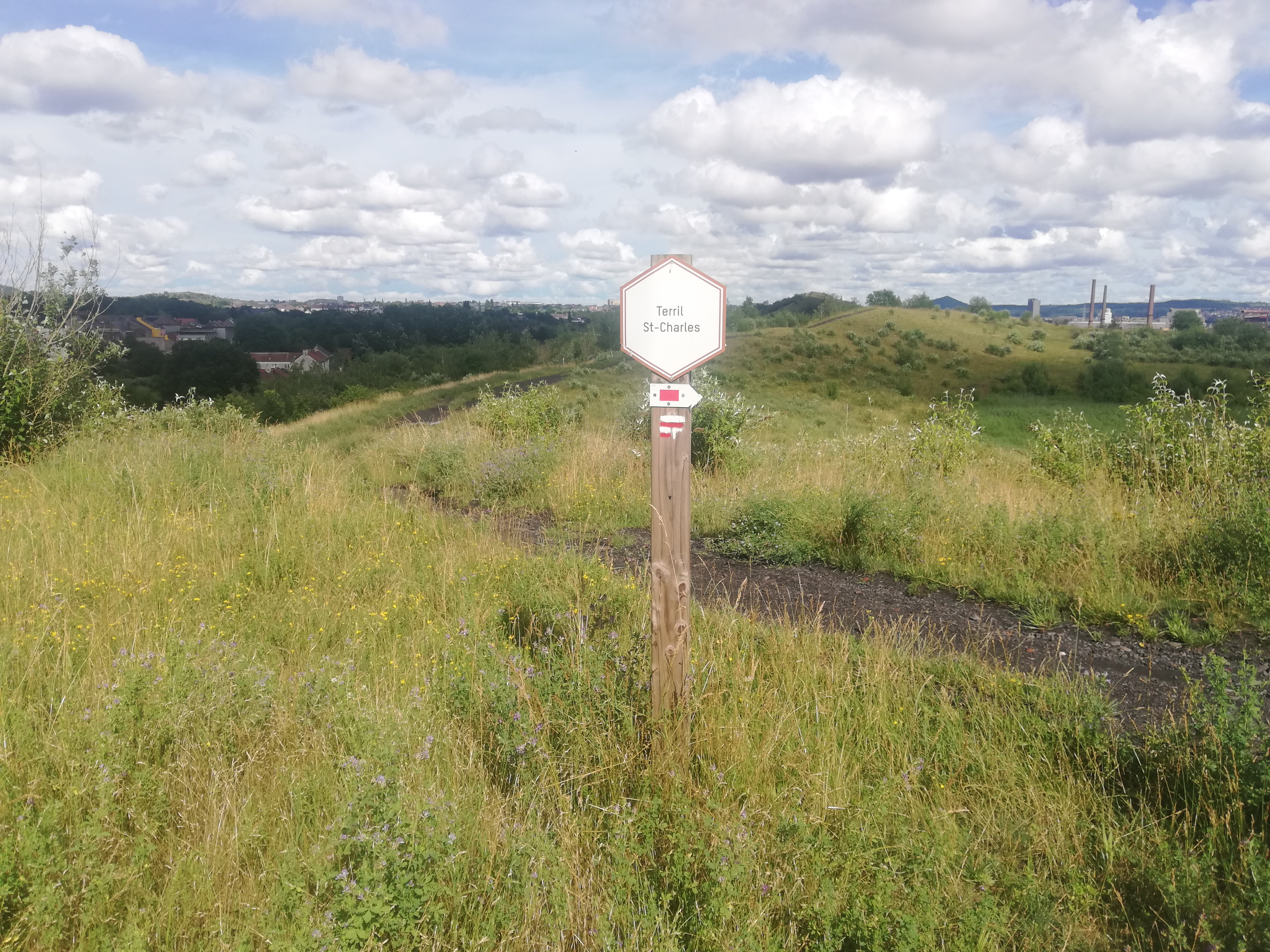

Terril Saint-Théodore.
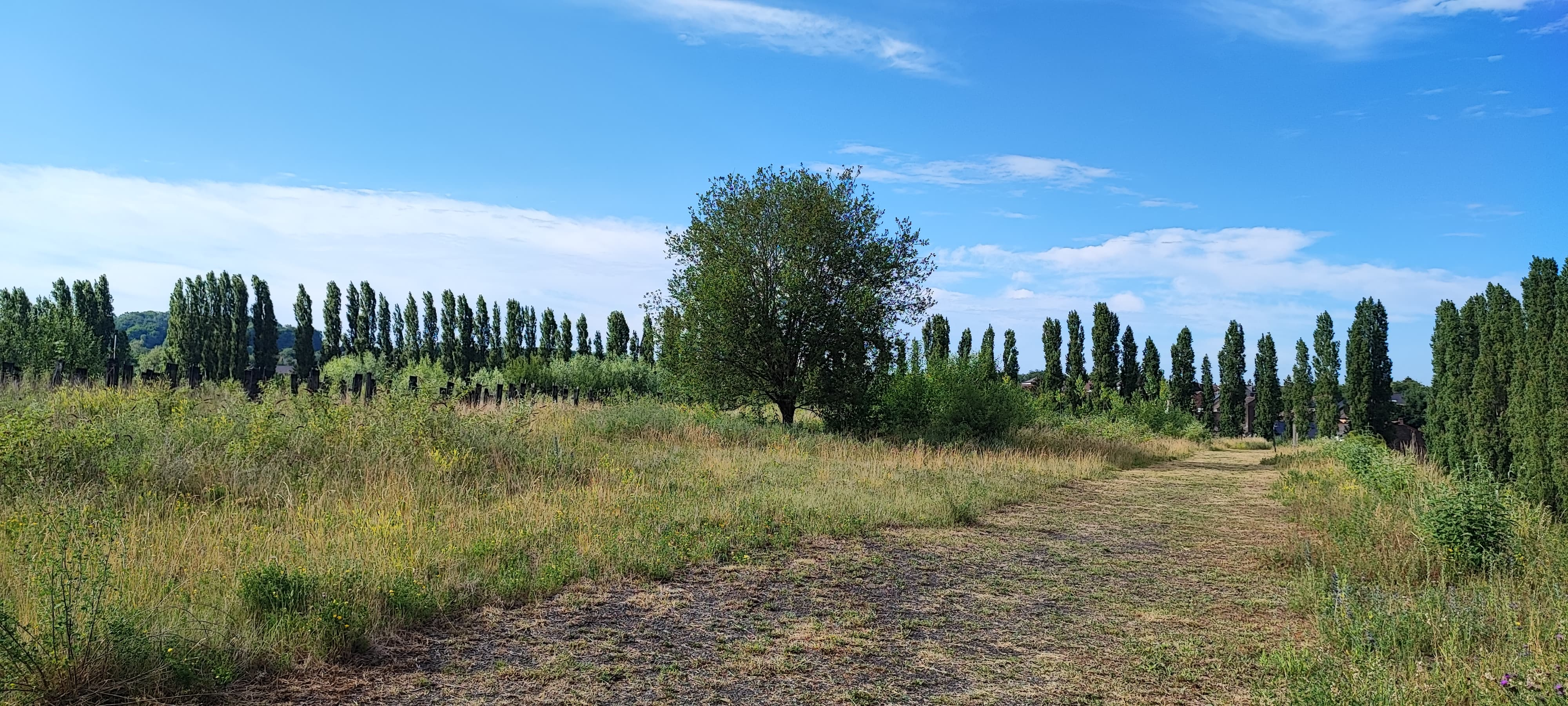
Terril Saint-Théodore.
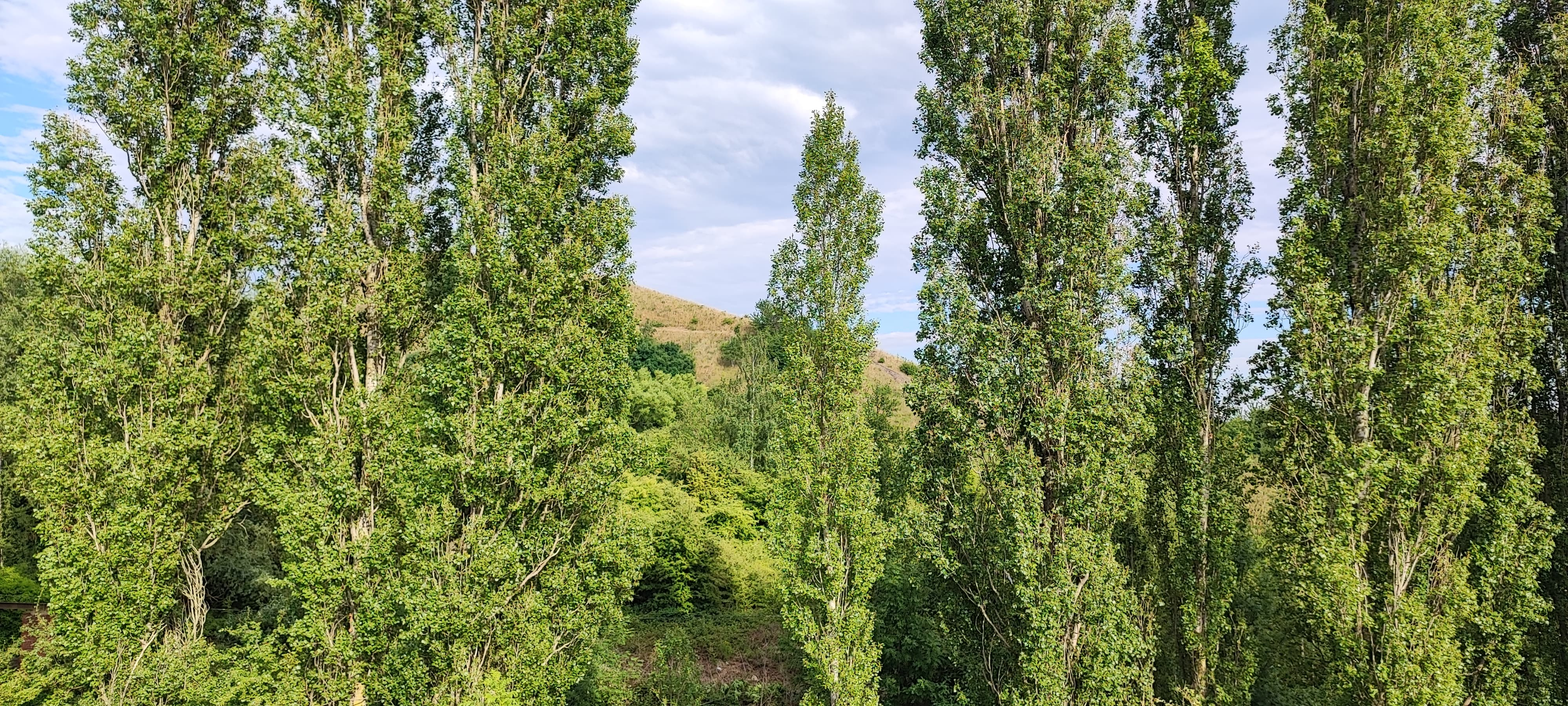
Vue du terril Saint-Théodore caché par les peupliers.
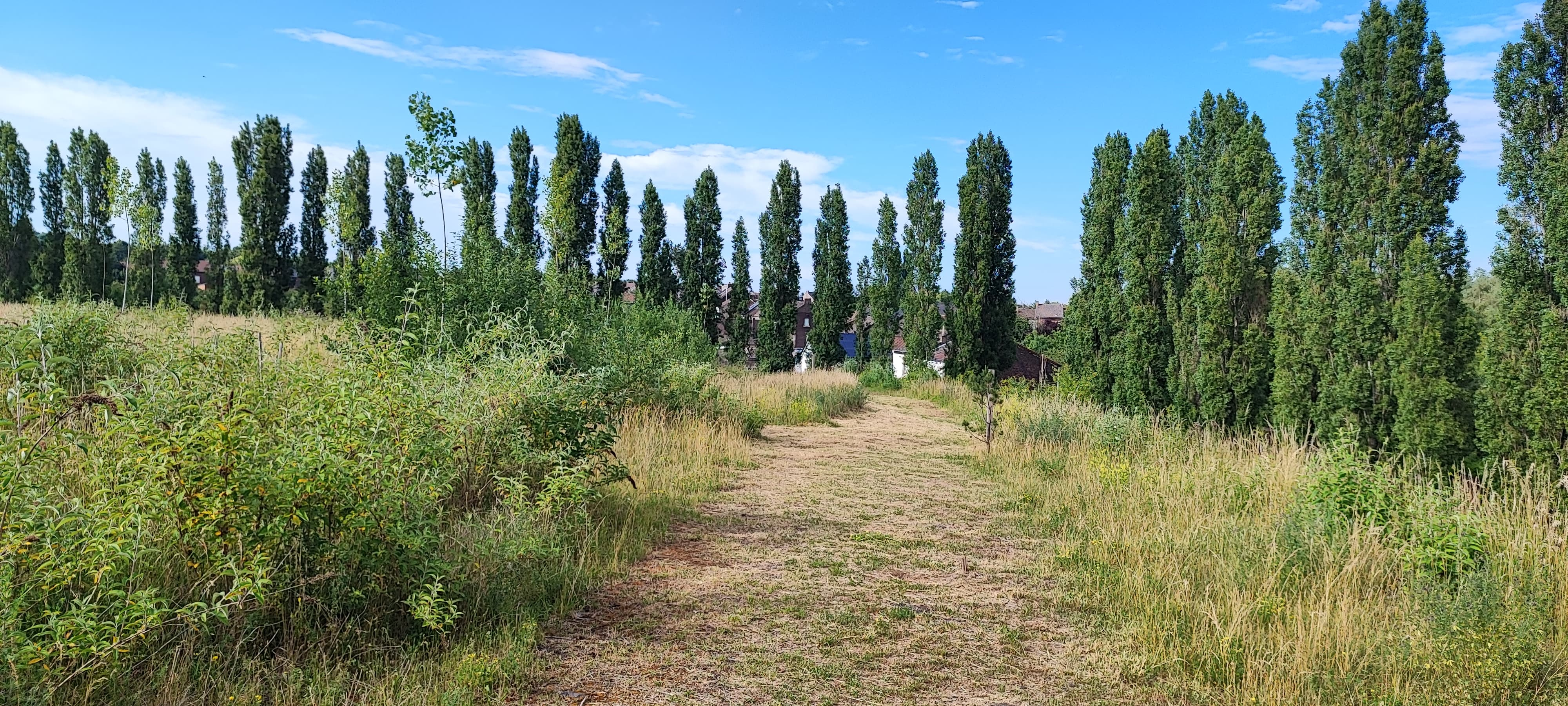

## Sports et vie associative

### Sports

#### Clubs et disciplines
Basketball : L'Union Sportive Docherie a été fondée sous le nom de « Les Vautours » en 1928’, Football : Racing Club de Marchienne-Docherie (disparu), AS Docherie fondé en 2008 et disparu en 2009.

#### Infrastructures sportives
Le hall sportif de La Docherie inauguré en 1972,’, rue de Jumet, stade de La Docherie, rue de Jumet.

## Personnalités

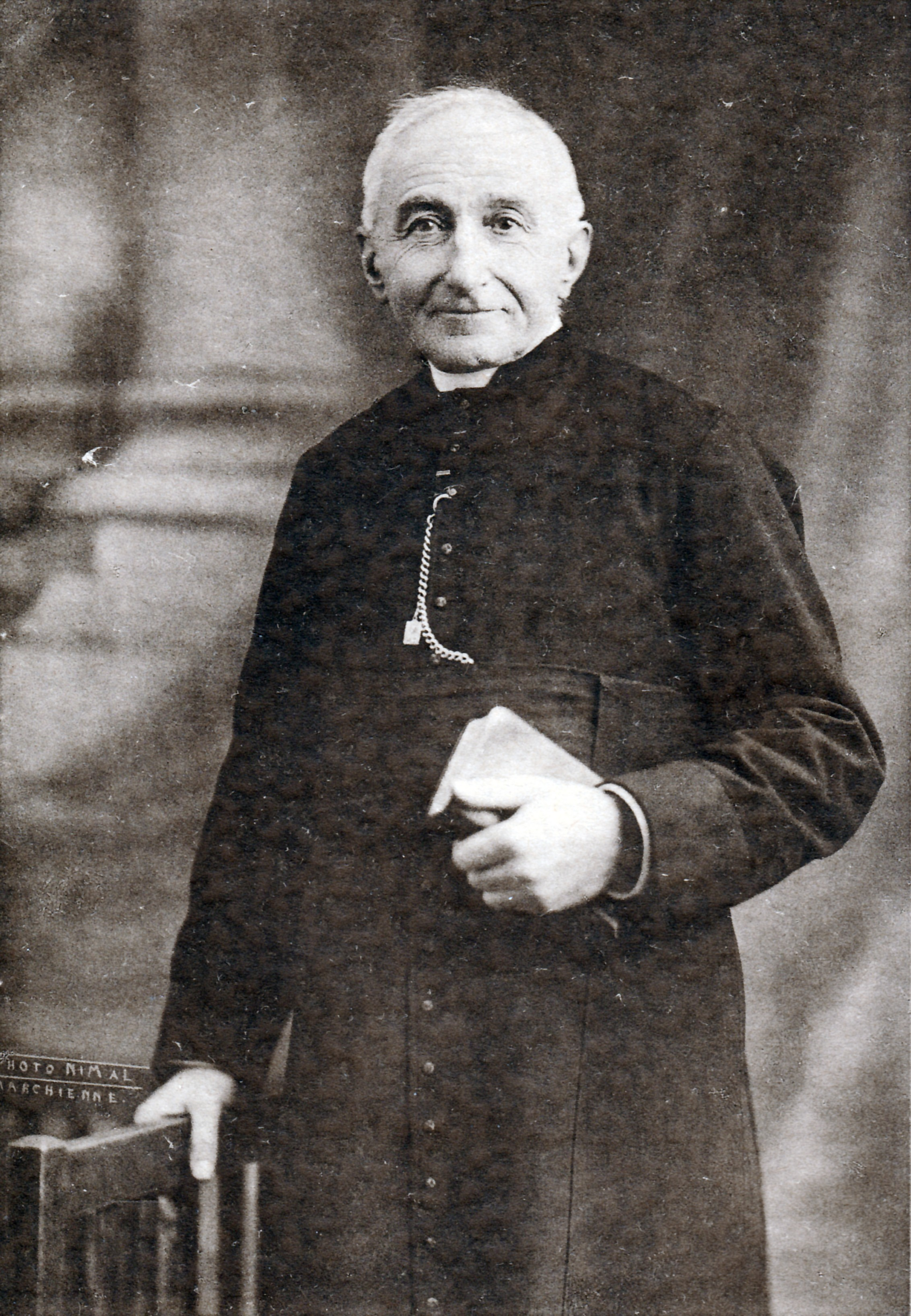
Léon Robert en 1936.

- Victor Hachez. Docteur connu du quartier pour consulter gratuitement les enfants et les femmes d'hommes malades.
- L'abbé Léon Robert, (1858-1951). En 1892, à l'âge de 34 ans, l'abbé Léon Robert prend en charge la paroisse de La Docherie, connue pour être une paroisse difficile. Il décède le 25 janvier 1951[48],[49]. La rue du cimetière porte aujourd'hui son nom[50].
- Jean Ester, (1920-1946). Pilote d'avion, il décède le 18 septembre 1946 à Gander, au Canada. Né à Roux, il s'installe en 1921 au numéro 184 de la rue qui porte aujourd'hui son nom, où une plaque est apposée sur sa maison[51].
- Emile Van Aelst, (1933-2010) écrivain de la langue wallonne[52].
- Pierre Bauwens, bourgmestre faisant fonction de Marchienne-au-Pont[53],[54] de 1931-1933. Une rue porte son nom.
- Louis Peeterman fut échevin des finances et président des « Habitations marchiennois »[55].
- Pierre Parent, fut bourgmestre de Marchienne-au-Pont[56],[57] (1847-1848).
- Maxime Felon, président de la société de logements sociaux « La Sambrienne »[58], et depuis 2024 échevin des fêtes du folklore, des associations patriotiques, du protocole et du patrimoine[59],[60], il réside.